# The Singles Collection Volume 3
The Singles Collection Volume 3 är en samlingsbox av det brittiska rockbandet Queen, utgiven 2010. Samlingsboxen innefattar bandets nästa 13 singlar som lyckades ta sig upp på en global topp 40-placering och som utgavs efter singlarna i The Singles Collection Volume 2.

## Låtlista
Disc 1
1. "It's A Hard Life" – 4:10
2. "Is This The World We Created...?" – 2:13

Disc 2
1. "Hammer To Fall" (Single Version) – 3:41
2. "Tear It Up" – 3:25

Disc 3
1. "Thank God It's Christmas" – 4:22
2. "Man On The Prowl" – 3:27
3. "Keep Passing The Open Windows" – 5:22

Disc 4
1. "One Vision" (Single Version) – 4:03
2. "Blurred Vision" – 4:42

Disc 5
1. "A Kind Of Magic" – 4:27
2. "A Dozen Red Roses For My Darling" – 4:44

Disc 6
1. "Friends Will Be Friends" – 4:08
2. "Princes Of The Universe" – 3:32

Disc 7
1. "Pain Is So Close To Pleasure" (Single Remix) – 4:01
2. "Don't Lose Your Head" – 4:38

Disc 8
1. "Who Wants To Live Forever" (Single Version) – 4:04
2. "Forever" – 3:21

Disc 9
1. "One Year Of Love" – 4:28
2. "Gimme The Prize" – 4:34

Disc 10
1. "I Want It All" (Single Version) – 4:03
2. "Hang On In There" – 3:46

Disc 11
1. "Breakthru" – 4:10
2. "Stealin'" – 3:59

Disc 12
1. "The Invisible Man" – 3:58
2. "Hijack My Heart" – 4:11

Disc 13
1. "Scandal" – 4:44
2. "My Life Has Been Saved" – 3:15